# Дериваційні формули Вайнґартена
Дериваційні формули Вайнґартена — формули, що показують зв'язок між похідною одиничного вектора нормалі двовимірної поверхні з першими похідними радіус-вектора цієї поверхні. Встановлені Вайнґартеном (1861).
Якщо {\displaystyle {\bar {r}}={\bar {r}}(u,v)} — радіус-вектор поверхні, {\displaystyle {\bar {n}}} — одиничний вектор нормалі, а {\displaystyle E,F,G} і {\displaystyle L,M,N} — коефіцієнти відповідно першої і другої квадратичних форм поверхні, то дані формули мають вигляд:
{\displaystyle {\bar {n}}_{u}={\frac {FM-GL}{EG-F^{2}}}{\bar {r}}_{u}+{\frac {FL-EM}{EG-F^{2}}}{\bar {r}}_{v}}
і
{\displaystyle {\bar {n}}_{v}={\frac {FN-GM}{EG-F^{2}}}{\bar {r}}_{u}+{\frac {FM-EN}{EG-F^{2}}}{\bar {r}}_{v}}
Компактно можна записати використовуючи індексний запис
{\displaystyle \partial _{a}\mathbf {n} =K_{a}^{~b}\mathbf {r} _{b},}
де Kab — це компоненти тензора кривини поверхні.